# Fumaria petteri subsp. calcarata
Fumaria petteri subsp. calcarata é uma subespécie de planta com flor pertencente à família Papaveraceae. 
A autoridade científica da subespécie é (Cadevall) Lidén & A.Soler, tendo sido publicada em Anales del Jardín Botánico de Madrid 41(1): 222. 1984.

## Portugal
Trata-se de uma subespécie presente no território português, nomeadamente em Portugal Continental.
Em termos de naturalidade é nativa da região atrás indicada.

## Protecção
Não se encontra protegida por legislação portuguesa ou da Comunidade Europeia.